# Академическая гребля на летних Олимпийских играх 1980 — четвёрки распашные без рулевого (мужчины)
Соревнования четверок распашных без рулевого в академической гребле среди мужчин на летних Олимпийских играх 1980 года прошли с 20 по 27 июля. Приняли участие 44 спортсмена (11 экипажей) из 11 стран.

## Призёры
| Золото                                                                         | Серебро                                                                                  | Бронза                                                                               |
| ГДР · 06:08.17 · Зигфрид Брицке · Андреас Деккер · Штефан Земмлер · Юрген Тиле | СССР · 06:11.81 · Алексей Камкин · Валерий Долинин · Александр Кулагин · Виталий Елисеев | Великобритания · 06:16.58 · Джон Битти · Иэн Макнафф · Дэвид Таунсенд · Мартин Кросс |

## Соревнование

### Отборочные гонки
Соревнования проходили 20 июля в 13.10 московского времени. Занявшие 1 место в заездах квалифицированы в финал А, остальные — в утешительный заезд.

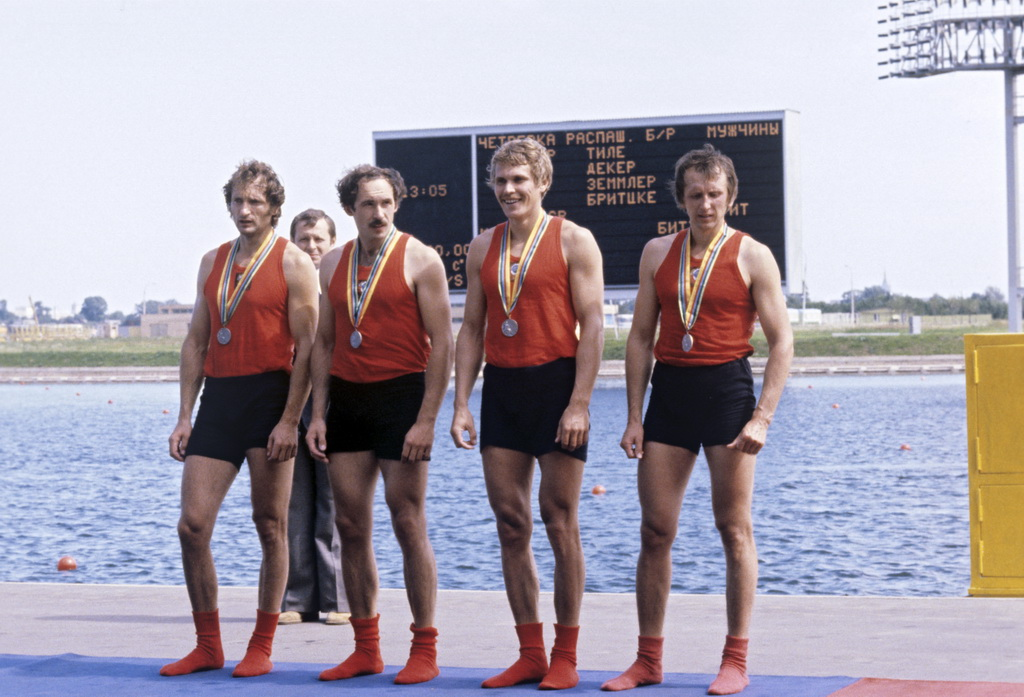
Советская четвёрка — серебряные призёры Олимпиады

| Место | Спортсмены                                                                            | Результат |
| ----- | ------------------------------------------------------------------------------------- | --------- |
| 1     | СССР · Алексей Камкин · Валерий Долинин · Александр Кулагин · Виталий Елисеев         | 5:50,76   |
| 2     | Чехословакия · Войтех Цаска · Иржи Прудил · Йозеф Нештицкий · Любомир Заплетал        | 5:53,38   |
| 3     | Болгария · Георги Георгиев · Лачезар Бойчев · Кирил Кирчев · Валентин Стоев           | 6:00,43   |
| 4     | Франция · Жан-Пьер Бремер · Николя Лурдо · Бернар Брюан · Доминик Бассе               | 6:03,99   |
| 5     | Польша · Мирослав Яжембовски · Мариуш Тжчински · Хенрик Тжчински · Марек Недзялковски | 6:04,32   |
| 6     | Куба · Венцеслао Боррото · Исмаэль Сами · Эрменегильдо Паласио · Хорхе Альварес       | 6:04,32   |

| Место | Спортсмены                                                                     | Результат |
| ----- | ------------------------------------------------------------------------------ | --------- |
| 1     | ГДР · Зигфрид Брицке · Андреас Деккер · Штефан Земмлер · Юрген Тиле            | 6:19,93   |
| 2     | Румыния · Даниэл Войкулеску · Каролика Илиеш · Петру Йосуб · Николае Симион    | 6:32,16   |
| 3     | Швейцария · Юрг Вейтнауэр · Бруно Сайле · Ханс-Конрад Трюмплер · Штефан Нетцле | 6:32,74   |
| 4     | Великобритания · Джон Битти · Иэн Макнафф · Дэвид Таунсенд · Мартин Кросс      | 6:42,73   |
| 5     | Швеция · Кент Ларссон · Пер Хуртиг · Ян Никлассон · Гёран Йоханссон            | 6:49,78   |